# Васьково (Шекснинский район)
Васьково — деревня в Шекснинском районе Вологодской области. Рядом с деревней протекает река Улома.
Входит в состав сельского поселения Сиземского (с 1 января 2006 года по 8 апреля 2009 года входила в Еремеевское сельское поселение), с точки зрения административно-территориального деления — в Еремеевский сельсовет.
Расстояние до районного центра Шексны по автодороге — 28 км, до центра муниципального образования Чаромского по прямой — 6 км. Ближайшие населённые пункты — Соколово, Ивашево, Еремеево, Фоминское.
По переписи 2002 года население — 19 человек.